# La Crisi
I La Crisi sono un gruppo hardcore italiano formatosi nel 2003 a Milano.

## Storia del gruppo
Nati nel 2003 per volontà di Mayo (voce), la formazione originale comprendeva, oltre allo stesso Mayo, il fratello Dario  alla chitarra, Diste al basso e Paolino alla batteria. Con questa formazione il gruppo ha registrato nel 2005 il primo album "s/t" con l'etichetta HUP! Records.
Nel 2006 Paolino ha lasciato il gruppo, sostituito da Moreno e nel 2008, Lele ha sostituito Diste al basso. Con questa nuova formazione nel 2008 la band ha registrato il secondo album "II – Tutti a pezzi" sempre con l'etichetta HUP! Records. L'album è stato inciso presso il Godcity studio di Salem nel Massachusetts, sotto la guida di Kurt Ballou, produttore/fonico hardcore nonché chitarrista della band Converge.
Successivamente sono state pubblicate in vinile le registrazioni effettuate al "Blocco A" di Padova, sempre per l'etichetta HUP! Records.
La band ha registrato il terzo album intitolato "III- Paura a Colazione" a marzo-aprile 2011 sempre al God City Studio. A differenza della volta precedente il terzo capitolo viene prodotto, registrato e mixato interamente da Kurt Ballou in poco più di cinque giorni.
Dopo le registrazioni il gruppo decide di autoprodursi il disco e di chiudere quindi i rapporti con l'etichetta Hurry Up Records. Rispetto alle prime edizioni questo terzo lavoro viene pubblicato contemporaneamente sia in CD che in LP colorato in due versioni (trasparente e blu) sotto un'etichetta "fantasma" chiamata Wooden Music.
"III - Paura a colazione" esce ufficialmente il 15 settembre 2011 in occasione dell'ultimo Anti-MTV Day tenutosi al XM24 di Bologna nella quale viene presentato per la prima volta al pubblico.
Nel 2013, per celebrare il loro decennale di attività, pubblicano una raccolta contenente i demo del 2003, alcuni brani inediti, tra i quali anche una cover dei Bad Brains sessioni di pre-produzione di "II - Tutti a Pezzi".
La band annuncia la fine della loro attività con un'ultima data al Cox18 a Milano il 18 novembre 2017.
Dopo anni di inattività, nel Marzo 2024 la band annuncia la reunion e la partecipazione al Venezia Hardcore Fest 2024, a Marghera.

## Attività live
Dopo il primo concerto, il 28 maggio 2003 al Dauntaun del Centro Sociale Leoncavallo di Milano, il gruppo ha suonato centinaia di live, compresi due tour negli Stati Uniti d'America (2005 e 2009), dove si sono esibiti insieme a molte band tra le quali Converge, Darkest Hour, Negative Approach, Sick of It All, Propagandhi, Raw Power, Ensign, Good Riddance, Bones Brigade, UK Subs.

## Formazione

### Formazione attuale
- Mayo - voce
- Dario - chitarra
- Moreno - batteria

- Lele - basso

### Ex componenti
- Paolino
- Diste

## Discografia

### Demos
- 2003 - Demo 2003 - Autoproduzione
- 2013 - Demo(n)s - Wooden Music

### Album in studio
- 2005 - S/T - Hurry Up Records
- 2008 - II - Tutti a pezzi - Hurry Up Records
- 2011 - III - Paura a colazione - Wooden Music

### EP
- 2010 - Cinismo istantaneo - Hurry Up Records
- 2009 - Non è per te ("one sided") - Wooden Music

### Compilation
- 2009 - A.A.V.V. Yes We Punk! Volume 4 - IndieBox
- 2004 - La Skaletta Rock Club presents: Locals Compilation - Skaletta Rock Club